# James Caan
James Edmund Caan (New York, 1940. március 26. – Los Angeles, 2022. július 6.) amerikai színész. 
A Keresztapa című filmben ő alakította Santino „Sonny” Corleonét, mellyel Oscar-díjra jelölték.

## Élete és pályafutása
New York Bronx kerületében született, Arthur Caan hentes és Sophie Falkenstein gyermekeként. 
A michigani Állami Egyetemen közgazdaságot tanult. Tanulmányokat folytatott a Hofstra Egyetemen, továbbá a Neighborhood Playhouse-ban, Hampsteadben. 1960-ban az off-Broadwayn, 1961-ben a Broadwayn debütál. Ez évtől több sorozatban is szerepel, majd 1963-ban feltűnik az Irma, te édes című romantikus vígjátékban. Nevét a stáblistán nem tüntették fel. 1963-tól folyamatosan filmez. 1972-ben eljátszotta Sonny Corleonét A keresztapa című, Francis Ford Coppola rendezte krimi-drámában. A szerepért jelölték Oscar-díjra, amit azonban nem nyert meg. 1974-ben a film második részében is elvállalta ugyanezt a szerepet.

## Filmográfia

### Film
| Év   | Magyar cím                                  | Eredeti cím                         | Szerep                                      | Magyar hang            | Rendező                         |
| ---- | ------------------------------------------- | ----------------------------------- | ------------------------------------------- | ---------------------- | ------------------------------- |
| 1963 | Irma, te édes                               | Irma la Douce                       | zsebrádiós katona                           | nem szólal meg         | Billy Wilder                    |
| 1964 | Nő csapdában                                | Lady in a Cage                      | Randall Simpson O'Connell                   |                        | Walter Grauman                  |
| 1965 | A dicsőség fiai                             | The Glory Guys                      | Anthony Dugan közlegény                     |                        | Arnold Laven                    |
| 1965 |                                             | Red Line 7000                       | Mike Marsh                                  |                        | Howard Hawks (1.)               |
| 1966 | El Dorado                                   | El Dorado                           | Alan Bourdillion "Mississippi" Traherne     | Rátóti Zoltán          | Howard Hawks (2.)               |
| 1967 |                                             | Games                               | Paul Montgomery                             |                        |                                 |
| 1967 | Visszaszámlálás                             | Countdown                           |                                             | Csernák János          | Robert Altman                   |
| 1968 | Az X-1-es tengeralattjáró                   | Submarine X-1                       | Richard Bolton parancsnok                   | Galbenisz Tomasz       | William Graham                  |
| 1968 |                                             | Journey to Shiloh                   | Buck Burnett                                |                        | William Hale                    |
| 1969 | Az esőemberek                               | The Rain People                     | Jimmy Kilgannon                             |                        | Francis Ford Coppola (1.)       |
| 1970 | Fuss, nyuszi, fuss                          | Rabbit, Run                         | Harry 'Rabbit' Angstrom                     |                        | Jack Smight                     |
| 1971 | Egy lány Chicagóban                         | T.R. Baskin                         | Larry Moore                                 | Perlaki István         | Herbert Ross (1.)               |
| 1972 | A Keresztapa                                | The Godfater                        | Sonny Corleone                              | Márton András          | Francis Ford Coppola (2.)       |
| 1972 | A Keresztapa                                | The Godfater                        | Sonny Corleone                              | Szakácsi Sándor        | Francis Ford Coppola (2.)       |
| 1973 | A nagy koppanás (Hajsza a lopott pénz után) | Slither                             | Dick Kanipsia                               | Szakácsi Sándor        | Howard Zieff                    |
| 1973 | A nagy koppanás (Hajsza a lopott pénz után) | Slither                             | Dick Kanipsia                               | Rékasi Károly          | Howard Zieff                    |
| 1973 | Kimenő éjfélig                              | Cinderella Liberty                  | John Baggs Jr.                              | Fazekas István         | Mark Rydell (1.)                |
| 1974 | A játékos (A szerencsejátékos)              | The Gambler                         | Axel Freed                                  | Kern András            | Karel Reisz                     |
| 1974 | Zsarufrász                                  | Freebie and the Bean                | Freebie                                     | Haás Vander Péter      | Richard Rush                    |
| 1974 | A Keresztapa II.                            | The Godfather: Part II              | Sonny Corleone                              | Márton András          | Francis Ford Coppola (3.)       |
| 1974 | A Keresztapa II.                            | The Godfather: Part II              | Sonny Corleone                              | Szakácsi Sándor        | Francis Ford Coppola (3.)       |
| 1975 | Funny Lady                                  | Funny Lady                          | Billy Rose                                  | Vass Gábor             | Herbert Ross (2.)               |
| 1975 |                                             | Rollerball                          | Jonathan E.                                 |                        | Norman Jewison                  |
| 1975 | A gyilkosok krémje                          | The Killer Elite                    | Mike Locken                                 | Epres Attila           | Sam Peckinpah                   |
| 1976 | Bombasiker                                  | Silent Movie                        | önmaga                                      |                        | Mel Brooks                      |
| 1976 | Harry és Walter New Yorkba megy             | Harry and Walter Go to New York     | Harry Dighby                                | Tordy Géza             | Mark Rydell (2.)                |
| 1977 | A híd túl messze van                        | A Bridge Too Far                    | Dohun őrmester                              | Bujtor István          | Richard Attenborough            |
| 1977 | A híd túl messze van                        | A Bridge Too Far                    | Dohun őrmester                              | Megyeri János          | Richard Attenborough            |
| 1977 | A híd túl messze van                        | A Bridge Too Far                    | Dohun őrmester                              | Szőke-Kavinszky András | Richard Attenborough            |
| 1977 | Egy másik férfi és egy másik nő             | Un autre homme, une autre chance    | David Williams                              | Mécs Károly            | Claude Lelouch (1.)             |
| 1977 | Egy másik férfi és egy másik nő             | Un autre homme, une autre chance    | David Williams                              | Kerekes József         | Claude Lelouch (1.)             |
| 1977 | Egy másik férfi és egy másik nő             | Un autre homme, une autre chance    | Mitch, dédunoka                             | Gálvölgyi János        | Claude Lelouch (1.)             |
| 1977 | Egy másik férfi és egy másik nő             | Un autre homme, une autre chance    | Mitch, dédunoka                             | Kerekes József         | Claude Lelouch (1.)             |
| 1978 | Ha eljő a lovas                             | Comes a Horseman                    | Frank 'Buck' Athearn                        | Csankó Zoltán          | Alan J. Pakula                  |
| 1979 | Meztelenek és bolondok                      | 1941                                | harcoló tengerész (stáblistán nem szerepel) |                        | Steven Spielberg                |
| 1979 | Második fejezet                             | Chapter Two                         | George Schneider                            | Végvári Tamás          | Robert Moore                    |
| 1980 | Szem elől tévesztve                         | Hide in Plain Sight                 | Thomas Hacklin                              |                        | James Caan                      |
| 1981 | Az erőszak utcái                            | Thief                               | Frank                                       | Háda János             | Michael Mann                    |
| 1981 | Egyesek és mások                            | Les Uns et les Autres               | Jack Glenn / Jason Glenn                    |                        | Claude Lelouch (2.)             |
| 1982 |                                             | Kiss Me Goodbye                     | Jolly Villano                               |                        | Robert Mulligan                 |
| 1987 | A fájdalom kövei                            | Gardens of Stone                    | Clell Hazard őrmester                       | Csernák János          | Francis Ford Coppola (4.)       |
| 1988 | Földönkívüli zsaru                          | Alien Nation                        | Matthew Sykes nyomozó                       | Barbinek Péter         | Graham Baker                    |
| 1988 | Földönkívüli zsaru                          | Alien Nation                        | Matthew Sykes nyomozó                       | Vass Gábor             | Graham Baker                    |
| 1990 | Dick Tracy                                  | Dick Tracy                          | Spaldoni                                    | Kránitz Lajos          | Warren Beatty                   |
| 1990 | Tortúra                                     | Misery                              | Paul Sheldon                                | Tordy Géza             | Rob Reiner                      |
| 1990 | Tortúra                                     | Misery                              | Paul Sheldon                                | Ujréti László          | Rob Reiner                      |
| 1991 |                                             | The Dark Backward                   | Dr. Scurvy                                  |                        | Adam Rifkin (1.)                |
| 1991 | Kopaszoknak szeretettel                     | For the Boys                        | Eddie Sparks                                | Balázs Péter           | Mark Rydell (3.)                |
| 1992 | Nászút Vegasba                              | Honeymoon in Vegas                  | Tommy Korman                                | Tordy Géza             | Andrew Bergman                  |
| 1992 | Nászút Vegasba                              | Honeymoon in Vegas                  | Tommy Korman                                | Forgács Gábor          | Andrew Bergman                  |
| 1993 | Út a csúcsra                                | The Program                         | Sam Winters                                 | Kristóf Tibor          | David S. Ward                   |
| 1993 | Hús és vér                                  | Flesh and Bone                      | Roy Sweeney                                 | Rajhona Ádám           | Steve Kloves                    |
| 1995 |                                             | A Boy Called Hate                   | Jim                                         |                        | Mitch Marcus                    |
| 1996 | Jégcsillag                                  | North Star                          | Sean McLennon                               | Mécs Károly            | Nils Gaup                       |
| 1996 | Petárda                                     | Bottle Rocket                       | Mr. Abe Henry                               | Mécs Károly            | Wes Anderson                    |
| 1996 | Végképp eltörölni                           | Eraser                              | Robert Deguerin amerikai rendőrbíró         | Barbinek Péter         | Chuck Russell                   |
| 1996 | Golyóálló                                   | Bulletproof                         | Frank Colton                                | Barbinek Péter         | Ernest R. Dickerson             |
| 1996 | Golyóálló                                   | Bulletproof                         | Frank Colton                                | Benkő Péter            | Ernest R. Dickerson             |
| 1999 | Apám története                              | This Is My Father                   | Kieran Johnson                              |                        | Paul Quinn                      |
| 1999 | A keresztapus                               | Mickey Blue Eyes                    | Frank Vitale                                | Tordy Géza             | Kelly Makin                     |
| 2000 | A bűn állomásai                             | The Yards                           | Frank Olchin                                | Ujréti László          | James Gray                      |
| 2000 | A szerencse városa                          | Luckytown                           | Charlie Doyles                              | Kránitz Lajos          | Paul Nicolas                    |
| 2000 | Hullahegyek, fenegyerek                     | The Way of the Gun                  | Joe Sarno                                   | Tordy Géza             | Christopher McQuarrie           |
| 2001 | Szökés a semmibe                            | Viva Las Nowhere                    | Roy Baker                                   | Ujréti László          | Jason Bloom                     |
| 2001 | Árnyékra vetődve                            | In the Shadows                      | Lance Huston                                |                        | Ric Roman Waugh                 |
| 2001 |                                             | Night at the Golden Eagle           | börtönigazgató (stáblistán nem szerepel)    |                        | Adam Rifkin (2.)                |
| 2002 | Szellemek városa                            | City of Ghosts                      | Marvin                                      | Tordy Géza             | Matt Dillon                     |
| 2003 | Dogville – A menedék                        | Dogville                            | A Nagy Ember                                | Kristóf Tibor          | Lars von Trier                  |
| 2003 |                                             | This Thing of Ours                  | Jimmy                                       |                        | Danny Provenzano                |
| 2003 | A Jerikó bérház titka                       | Jericho Mansions                    | Leonard Grey                                |                        | Alberto Sciamma                 |
| 2003 | Mi a manó?                                  | Elf                                 | Walter Hobbs                                | Bács Ferenc            | Jon Favreau                     |
| 2005 | Mennyből az ördög (Véres karácsony)         | Santa's Slay                        | Darren Mason (stáblistán nem szerepel)      | Balázsi Gyula          | David Steiman                   |
| 2008 | Zsenikém – Az ügynök haláli                 | Get Smart                           | az elnök                                    | Ujréti László          | Peter Segal                     |
| 2008 | Szeretlek, New York                         | New York, I Love You                | Mr. Riccoli                                 |                        | Brett Ratner                    |
| 2009 | Szex a neten                                | Middle Men                          | Jerry Haggerty                              | Ujréti László          | George Gallo                    |
| 2009 |                                             | Mercy                               | Gerry Ryan                                  |                        | Patrick Hoelck                  |
| 2009 | Derült égből fasírt                         | Cloudy with a Chance of Meatballs   | Tim Lockwood (hangja)                       | Barbinek Péter         | Phil Lord és Christopher Miller |
| 2010 | Szív/rablók                                 | Henry's Crime                       | Max Saltzman                                | Barbinek Péter         | Malcolm Venville                |
| 2011 | A mintatanár                                | Detachment                          | Mr. Charles Seaboldt                        | Tordy Géza             | Tony Kaye                       |
| 2012 | Szoba kilátások nélkül                      | Small Apartments                    | Mr. Allspice                                |                        | Jonas Åkerlund                  |
| 2012 | Apa ég!                                     | That's My Boy                       | McNally atya                                | Ujréti László          | Sean Anders                     |
| 2012 | Apa ég!                                     | That's My Boy                       | McNally atya                                | Rosta Sándor           | Sean Anders                     |
| 2012 |                                             | For the Love of Money               | Mickey                                      |                        | Ellie Kanner-Zuckerman          |
| 2013 | Vérkötelék                                  | Blood Ties                          | Leon Pierzynski                             | Szersén Gyula          | Guillaume Canet                 |
| 2013 | Derült égből fasírt 2. – A második fogás    | Cloudy with a Chance of Meatballs 2 | Tim Lockwood (hangja)                       | Barbinek Péter         | Cody Cameron                    |
| 2013 | Derült égből fasírt 2. – A második fogás    | Cloudy with a Chance of Meatballs 2 | Tim Lockwood (hangja)                       | Barbinek Péter         | Kris Pearn                      |
| 2013 | Kaguya hercegnő története                   | Kaguya-hime no Monogatari           | Bambuszszedő öregember (angol hangja)       | Kajtár Róbert          | Takahata Iszao                  |
| 2014 | Egyszemélyes kommandó                       | The Outsider                        | Schuuster                                   | Szersén Gyula          | Brian A. Miller                 |
| 2014 | Az örök harcos                              | A Fighting Man                      | Albright testvér                            | Tordy Géza             | Damian Lee                      |
| 2014 |                                             | Preggoland                          | Walter Huxley                               |                        | Jacob Tierney                   |
| 2015 | The Throwaways                              | The Throwaways                      | Christopher Holden alezredes                | Barbinek Péter         | Tony Bui                        |
| 2015 |                                             | Sicilian Vampire                    | Bernard Isaacs professzor                   |                        | Frank D’Angelo (1.)             |
| 2016 |                                             | The Good Neighbor                   | Harold Grainey                              |                        | Kasra Farahani                  |
| 2016 |                                             | The Red Maple Leaf                  | George Lawrence Secord                      |                        | Frank D’Angelo (2.)             |
| 2017 |                                             | Undercover Grandpa                  | nagypapa / Lou Crawford őrnagy              |                        | Érik Canuel                     |
| 2017 | Hogyan legyünk szentek?                     | Holy Lands                          | Harry Rosenmerck                            | Barbinek Péter         | Amanda Sthers                   |
| 2018 | A csaló                                     | Con Man                             | Gamble ügynök                               | Barbinek Péter         | Bruce Caulk                     |
| 2018 |                                             | Out of Blue                         | Tom Rockwell ezredes                        |                        | Carol Morley                    |
| 2021 |                                             | Queen Bees                          | Dan Simpson                                 |                        | Michael Lembeck                 |
| 2023 | Villám Charlie                              | Fast Charlie                        | Stan Mullen                                 | Barbinek Péter         | Phillip Noyce                   |

### Televízió

#### Tévéfilm
| Év   | Magyar cím                                | Eredeti cím                         | Szerep                 | Magyar hang   |
| ---- | ----------------------------------------- | ----------------------------------- | ---------------------- | ------------- |
| 1971 |                                           | Brian's Song                        | Brian Piccolo          |               |
| 1998 | Poodle Springs – Philip Marlowe visszatér | Poodle Springs                      | Philip Marlowe         | Jakab Csaba   |
| 2001 | Red Rock őre                              | Warden of Red Rock                  | John Flinders          |               |
| 2001 | Robbanás a tengeren                       | A Glimpse of Hell                   | Fred Moosally százados | Vass Gábor    |
| 2002 | Álomvilág                                 | Lathe of Heaven                     | Dr. William Haber      |               |
| 2002 | Az igazság határa                         | Blood Crime                         | Morgan McKenna seriff  | Tordy Géza    |
| 2003 | Az elképesztő Mrs. Ritchie                | The Incredible Mrs. Ritchie         | Harry Dewitt           | Tordy Géza    |
| 2015 |                                           | Wuthering High                      | Mr. Earnshaw           |               |
| 2016 | Harc az örökségért                        | J.L. Family Ranch                   | Tap Peterson           | Ujréti László |
| 2020 | Harc az örökségért 2.                     | J.L. Family Ranch: The Wedding Gift | Tap Peterson           | Ujréti László |

#### Sorozat
| Év        | Magyar cím          | Eredeti cím               | Szerep                    | Megjegyzések                                           |
| --------- | ------------------- | ------------------------- | ------------------------- | ------------------------------------------------------ |
| 1961      |                     | Route 66                  | Johnny Berenson           | 1 epizód                                               |
| 1961      |                     | The Untouchables          | Keir Brannon              | 1 epizód                                               |
| 1963      |                     | Death Valley Days         | Bob / Jim McKinney        | 2 epizód                                               |
| 1963      |                     | Kraft Suspense Theatre    | Rick Peterson             | - 1 epizód (A vadászat) - magyar hangja: - Mécs Károly |
| 1964      |                     | Combat!                   | német őrmester            | 1 epizód                                               |
| 1964      |                     | The Alfred Hitchcock Hour | Phil Beldone / Jay Shaw   | 1 epizód                                               |
| 1965      |                     | Wagon Train               | Paul                      | 1 epizód                                               |
| 1969      |                     | The F.B.I.                | Eugene                    | 1 epizód                                               |
| 1969      | A balfácán          | Get Smart                 | Rupert of Rathskeller     | 2 epizód (stáblistán nem szerepel)                     |
| 1996      |                     | NewsRadio                 | önmaga                    | 1 epizód                                               |
| 2003–2007 | Las Vegas           | Las Vegas                 | Ed Deline                 | főszereplő (88 epizód)                                 |
| 2004      | Bostoni halottkémek | Crossing Jordan           | Ed Deline                 | 1 epizód                                               |
| 2004      | A Simpson család    | The Simpsons              | önmaga (hangja)           | 1 epizód                                               |
| 2010      | Family Guy          | Family Guy                | önmaga (hangja)           | 1 epizód                                               |
| 2010      |                     | The Annoying Orange       | Jalepeño (hangja)         | 1 epizód                                               |
| 2012      | Hawaii Five-0       | Hawaii Five-0             | Tony Archer               | 1 epizód                                               |
| 2013      | Bűnös Miami         | Magic City                | Sy Berman                 | 5 epizód                                               |
| 2013      |                     | Back in the Game          | Terry "The Cannon" Gannon | 13 epizód                                              |
| 2016      |                     | The American West         | önmaga                    | dokumentumsorozat (1 epizód)                           |